# Australian Open 1987
De 75e editie van het Australische grandslamtoernooi, het Australian Open 1987, vond plaats van 12 tot en met 25 januari 1987. Voor de vrouwen was het de 61e editie. Het werd op de Kooyong Lawn Tennis Club te Melbourne gespeeld. Dit was de laatste keer dat het Australian Open op gras werd gehouden.
Het toernooi van 1987 trok 140.089 toeschouwers.

## Belangrijkste uitslagen
Mannenenkelspel

Finale: Stefan Edberg (Zweden) won van Pat Cash (Australië) met 6-3, 6-4, 3-6, 5-7, 6-3
Vrouwenenkelspel

Finale: Hana Mandlíková (Tsjechoslowakije) won van Martina Navrátilová (VS) met 7-5, 7-61
Mannendubbelspel

Finale: Stefan Edberg (Zweden) en Anders Järryd (Zweden) wonnen van Peter Doohan (Australië) en Laurie Warder (Australië) met 6-4, 6-4, 7-63
Vrouwendubbelspel

Finale: Martina Navrátilová (VS) en Pam Shriver (VS) wonnen van Zina Garrison (VS) en Lori McNeil (VS) met 6-1, 6-0
Gemengd dubbelspel

Finale: Zina Garrison (VS) en Sherwood Stewart (VS) wonnen van Anne Hobbs (VK) en Andrew Castle (VK) met 3-6, 7-65, 6-3
Meisjesenkelspel

Finale: Michelle Jaggard (Australië) won van Nicole Provis (Australië) met 6-2, 6-4
Meisjesdubbelspel

Finale: Ann Devries (België) en Nicole Provis (Australië) wonnen van Genevieve Dwyer (Australië) en Danielle Jones (Australië) met 6-3, 6-1
Jongensenkelspel

Finale: Jason Stoltenberg (Australië) won van Todd Woodbridge (Australië) met 6-2, 7-6
Jongensdubbelspel

Finale: Jason Stoltenberg (Australië) en Todd Woodbridge (Australië) wonnen van Shane Barr (Australië) en Bryan Roe (Australië) met 6-2, 6-4
1905 · 1906 · 1907 · 1908 · 1909 · 1910 · 1911 · 1912 · 1913 · 1914 · 1915 · 1916–1918 · 1919 · 1920 · 1921 · 1922 · 1923 · 1924 · 1925 · 1926 · 1927 · 1928 · 1929 · 1930 · 1931 · 1932 · 1933 · 1934 · 1935 · 1936 · 1937 · 1938 · 1939 · 1940 · 1941–1945 · 1946 · 1947 · 1948 · 1949 · 1950 · 1951 · 1952 · 1953 · 1954 · 1955 · 1956 · 1957 · 1958 · 1959 · 1960 · 1961 · 1962 · 1963 · 1964 · 1965 · 1966 · 1967 · 1968
↓ open tijdperk ↓
1969 (m-v-md-vd-gd) · 1970 (m-v-md-vd) · 1971 (m-v-md-vd) · 1972 (m-v-md-vd) · 1973 (m-v-md-vd) · 1974 (m-v-md-vd) · 1975 (m-v-md-vd) · 1976 (m-v-md-vd) · jan 1977 (m-v-md-vd) · dec 1977 (m-v-md-vd) · 1978 (m-v-md-vd) · 1979 (m-v-md-vd) · 1980 (m-v-md-vd) · 1981 (m-v-md-vd) · 1982 (m-v-md-vd) · 1983 (m-v-md-vd) · 1984 (m-v-md-vd) · 1985 (m-v-md-vd) · 1986 · 1987 (m-v-md-vd-gd) · 1988 (m-v-md-vd-gd) · 1989 (m-v-md-vd-gd) · 1990 (m-v-md-vd-gd) · 1991 (m-v-md-vd-gd) · 1992 (m-v-md-vd-gd) · 1993 (m-v-md-vd-gd) · 1994 (m-v-md-vd-gd) · 1995 (m-v-md-vd-gd) · 1996 (m-v-md-vd-gd) · 1997 (m-v-md-vd-gd) · 1998 (m-v-md-vd-gd) · 1999 (m-v-md-vd-gd) · 2000 (m-v-md-vd-gd) · 2001 (m-v-md-vd-gd) · 2002 (m-v-md-vd-gd) · 2003 (m-v-md-vd-gd) · 2004 (m-v-md-vd-gd) · 2005 (m-v-md-vd-gd) · 2006 (m-v-md-vd-gd) · 2007 (m-v-md-vd-gd) · 2008 (m-v-md-vd-gd) · 2009 (m-v-md-vd-gd) · 2010 (m-v-md-vd-gd) · 2011 (m-v-md-vd-gd) · 2012 (m-v-md-vd-gd) · 2013 (m-v-md-vd-gd) · 2014 (m-v-md-vd-gd) · 2015 (m-v-md-vd-gd) · 2016 (m-v-md-vd-gd) · 2017 (m-v-md-vd-gd) · 2018 (m-v-md-vd-gd) · 2019 (m-v-md-vd-gd)  · 2020 (m-v-md-vd-gd) · 2021 (m-v-md-vd-gd) · 2022 (m-v-md-vd-gd) · 2023 (m-v-md-vd-gd) · 2024 (m-v-md-vd-gd) · 2025 (m-v-md-vd-gd)
Lijst van Australian Openwinnaars